# August De Winter
 (mai 2018).
Pour les articles homonymes, voir De Winter.
August Maria Christiaan De Winter, né à Grimbergen le 12 mai 1925 et mort le 30 juillet 2005 est un homme politique belge flamand, membre du PVV.

## Fonctions politiques
- conseiller communal à Grimbergen
  - bourgmestre (1964-1970)
- Secrétaire d'État de l'Économie régionale bruxelloise (Gouvernement Tindemans I 1974-1977)
- Secrétaire d'État de l'Économie régionale bruxelloise et de la Région bruxelloise (Gouvernement Martens III 1980)
- Membre du Conseil de Bruxelles-Capitale et Député au Parlement bruxellois (1989-1995)